# モーラム

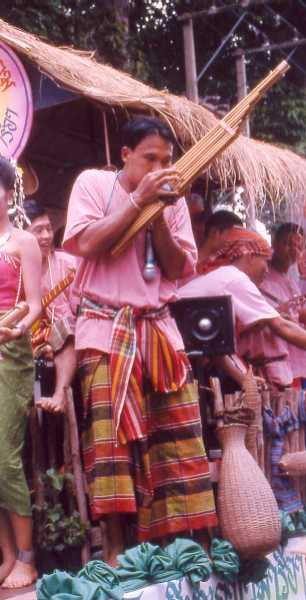
イーサーンでのモーラムの演奏

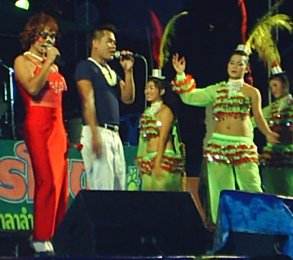
パッタヤーでのモーラムの演奏。2005年

モーラム（タイ語: หมอลำ）は、ラオスやイーサーン（タイ東北部）などにおける
ラーオ族（タイ・ユワン族を除く）の伝統音楽である。モーラムとはイーサーン語あるいはタイ語であり、ラオスではラムラーオ（ລຳລາວ）という。モーラム文化の中心地はラオスよりもむしろタイにあるため、ルクトゥン（ลูกทุ่ง タイの演歌的な歌謡曲）に含ませてしまうこともあるが基本的に別系統である。
本来は独特のリズムとケーン（笛の一種）による主旋律、裏返って途切れそうなボーカルを特徴とし、その内容は生活の貧窮や行政批判など社会・政治的なものから恋愛や人情まで多岐にわたる。

## 歴史
「モー」とは「スペシャリスト」、「ラム」とは「歌」を意味し、モーラムとは本来その歌い手をさす言葉であった。
モーラムは元々、ラーオ族の精霊信仰（ピー信仰）的でシャーマン的な歌であったとされている。モーラムのジャンルのなかで特に古いとされるラム・ピーファーは、ピー・ファー（天の霊という意味で、女性の病人に憑依し治療すると信じられている）という霊を操るために用いられた。この歌い手がすなわち「モーラム」であると推測できる。
その後、ラム・ピーファーはケーンや打楽器などが入り発展を遂げ、祭りなどで演奏されたり、異性を惹きつけるために使われるようになった。18世紀、ラーマ4世（モンクット）の時代まで副王（ウパラージャ）を務めたピンクラオ親王はこのラーオ族の演奏を好み奨励したが、親王の死後、モンクットがタイ文化を前面に出したためモーラムは暫く忘れ去られることになった。
現在ボクシング・スタジアムとして知られるラジャダムナン・スタジアム（バンコク）で1946年に演奏が行われ、3000人ものラーオ族移住者が会場へ訪れたことが記録に残っている。1950年代、タイ中部ではルークトゥンが成立したが、この影響を受けてラップのようだったモーラムの歌はメロディーのあるものに変化した。1980年代には、急激に経済が拡大したバンコクへイーサーンからの出稼ぎが増え、これに伴ってモーラムも首都へもたらされた。その結果、全国テレビやラジオなどで放送されるようになり、国中へ知られることとなった。モーラムはラーオ族の音楽というよりも、むしろ地方のタイ音楽とみなされるようになり、市民権を得た。
一部では都会化したイーサーン人によって、それまでの伝統的な楽器ではなくギターやキーボードを用いた、アップテンポを特色とするモーラムシンが発生した。また、ルークトゥンの影響を受けてラーオ語あるいはイーサーン語ではなく標準語で歌われるモーラムが現れ、その反対にルークトゥン歌手がモーラム的な歌を歌うということもみられた。タイ北部のルークトゥンも大きな影響を受け、モーラム的なメロディをもつ曲が発生している。
普及の一方でモーラムは、バンコクをはじめ東北部以外ではやはり「イーサーン人特有の音楽」とみなされることが多かったが、1990年代後半より、モーラムシンがイーサーン人やイーサーン以外の地域でももてはやされるようになった。この例として、代表的女性モーラム歌手チンタラー・プーンラープと中堅のポピュラー歌手トンチャイ・メーキンタイがデュエットするといったポップス進出や、クラブシーンでのイーサーン・リミックスとよばれるモーラムの影響を大きく受けたダンス音楽の出現などが挙げられる。

## 特色

### 楽器
伝統的なモーラムで用いられる楽器は以下のようなものである。
- ケーン（英語版）:複数の竹でできた、フリーリードの管楽器。吹く、吸うの2つの呼吸法で音が鳴る。指で横にある穴を開閉することで音程を変化させ、和音を演奏することもできる。日本の笙のルーツとされ、ハーモニカやオルガンの発音原理はこうした笙類の楽器が参考になったと考えられている。ケーンそのものの分布はタイ東北部、ラオス、中国西双版納、ヴェトナム、カンボジアなど広範囲に及ぶが、類似のフリーリード楽器はさらに広い地域で用いられている
- ピン:リュート様の弦楽器。ギターの高い音のような音が出る
- チン:厚めの真鍮でできた小型のシンバルで、単体で叩くとトライアングルに似た高い音を出し、重ね合わせるとカシャという音がする
- ソー:弦楽器。2弦、3弦などの種類がある。中国の二胡、日本胡弓に類似。2弦のソーは弓が弦の外にある
- パンパイプ:竹製のもの
- 各種打楽器

なお、特にモーラムシンを中心にギターや電子ギター、電子オルガンなどが使われる。また古典的な楽器でもシンセサイザーで代用することがある。

### 音楽
ボーカルの歌い方は、スタッカートを多用し広い音域を素早く移動することが特徴である。なお、ほとんどのモーラムはベースのリズムを受け以下のようなリズムで展開される。
前述のチンは上記のリズムを表した音符の後ろ（2番目の8分の1音符除く）にシンコペーション的に挿入される。また3番目の音符の後ろには2回挿入されることもある。

### 区切り
モーラムにおける一般的な区切りは以下のとおりである。
- クルーン (เกริ่น)は序奏。ゆっくりとしていることが多い
- プレーン (เพลง)は音階のある歌の部分。序奏に比べ曲の早さが増すことが多い
- ラム (ลำ)はラップ調の音階のない歌が歌われる節

### 内容
歌詞の内容には色々あるが、特に多いとされるのがバンコクへ出稼ぎに行った恋人を慕う歌、出稼ぎに行ったまま帰ってこない恋人を偲ぶ歌、出稼ぎに行って自分よりもお金を持っている人と新たに関係を結んだ恋人を恨む歌などである。歌詞はイーサーン語のものが多く、ごくたまに標準語で歌われていることもある。

## 歌手
モーラム歌手のほとんどは自分で歌詞を書かないことから、非常に精力的に活動し年に何枚もアルバムを出していることが多い。楽曲は他のポピュラー歌手と同じくカセットテープやCD、ビデオCDなどで販売される。ビデオCDはプロモーションビデオへ字幕風に歌詞が入ったものでカラオケ利用も可能である。
いわゆる中堅のモーラム歌手として、バーンイェン・ラックカン、チャルームポン・マーラーカム、モンケーン・ケーンクーン、チンタラー・プンラープ、シリポーン・アムパイポン、ウィエン・ナルモンなどがおり、風変わりな歌手としてオランダ出身のクリスティー・ギブソンがいる。